# بيروكال
بلدية بيروكال (بالإسبانية: Berrocal) هي بلدية تقع في مقاطعة ولبة التابعة لمنطقة أندلوسيا جنوب إسبانيا.

## الديموغرافيا
بلغ عدد سكان بلدية بيروكال 349 نسمة عام 2011 (وفقاً للمعهد الوطني الإسباني للإحصاء).
| 428 | 412 | 378 | 371 | 380 | 375 | 349 |